# Município de Harris (condado de Ottawa, Ohio)
O município de Harris (em inglês: Harris Township) é um município localizado no condado de Ottawa no estado estadounidense de Ohio. No ano de 2010 tinha uma população de 3.018 habitantes e uma densidade populacional de 41 pessoas por km².

## Geografia
O município de Harris encontra-se localizado nas coordenadas 41° 29′ 11″ N, 83° 15′ 13″ O. Segundo o Departamento do Censo dos Estados Unidos, o município tem uma superfície total de 73.62 km², da qual 73.17 km² correspondem a terra firme e (0.6%) 0.44 km² é água.

## Demografia
Segundo o censo de 2010, tinha 3.018 pessoas residindo no município de Harris. A densidade populacional era de 41 hab./km².